# 北方駅 (佐賀県)
北方駅（きたがたえき）は、佐賀県武雄市北方町大字志久にある、九州旅客鉄道（JR九州）佐世保線の駅である。

## 歴史
- 1895年（明治28年）5月5日：九州鉄道により開業[1]。
- 1907年（明治40年）7月1日：九州鉄道が国有化[1]。
- 1972年（昭和47年）4月1日：荷物扱い廃止[2]。旅客の取り扱いについては駅員無配置駅となる[3]。
- 1976年（昭和51年）2月19日：貨物の取り扱いを廃止[1]。
- 1987年（昭和62年）4月1日：国鉄分割民営化により、九州旅客鉄道（JR九州）の駅となる[1]。
- 2024年（令和6年）10月3日：ICカード「SUGOCA」の利用を開始[4][5]。

## 駅構造
相対式ホーム2面2線のホームを持つ地上駅。互いのホームは跨線橋で連絡している。817系電車に合わせて2両分のホームがかさ上げされている。
以前はヤマト運輸北方営業所による簡易委託駅であったが、同営業所の移転により、2006年（平成18年）3月31日付で無人駅となった。その後2007年（平成19年）4月25日から武雄市の「市民活動応援センター『がばい館』」が入居し、同年10月1日より再び簡易委託駅となったが、2009年2月1日に再び無人駅となった。
2011年3月12日ダイヤ改正から2022年3月12日ダイヤ改正までは、特急「みどり」同士の列車交換が行われていた（当駅での客扱いは行わない）。2022年2月27日に当駅を挟んだ大町駅 - 高橋駅間で複線化が実施されたことで当駅での列車交換は終了し、現在は武雄温泉駅で時間調整が行われている。

## 利用状況
2011年度の1日平均乗車人員は119人である。
| 年度   | 1日平均 乗車人員 |
| ------ | ---------------- |
| 2000年 | 153              |
| 2001年 | 141              |
| 2002年 | 128              |
| 2003年 | 115              |
| 2004年 | 107              |
| 2005年 | 107              |
| 2006年 | 103              |
| 2007年 | 106              |
| 2008年 | 111              |
| 2009年 | 105              |
| 2010年 | 105              |
| 2011年 | 119              |

## 駅周辺
- 国道34号 - 駅前を佐世保線に並行して通っている。
- 六角川
- 佐賀銀行北方支店
- 「北方駅前」停留所 - 駅前国道34号線上。
  - 祐徳バス
    - 佐賀駅バスセンター - 医療センター好生館 - 徳万 - 山口駅前 - 大町駅前 - 北方駅前 - 武雄温泉駅前 - 下西山
    - 北方幼稚園前 - 北方駅前 - 長寿園口 - 北方駅前 - 蔵堂 - 鳴瀬分道

  - みんなのバス志久線

旧北方町の中心部からやや離れており、武雄市北方支所は駅前から国道34号線を西に約1.5 km進んだ場所にある。

## 隣の駅
九州旅客鉄道（JR九州）
■佐世保線
大町駅 - 北方駅 - 高橋駅